# Парк Победы (Москва)
Парк Победы на Поклонной горе — один из крупнейших в России мемориальных комплексов, площадь которого равна 135 га. Парк посвящён победе СССР в Великой Отечественной войне. Расположен в Западном административном округе Москвы. Был открыт 9 мая 1995 года к 50-летию Великой Победы.

## Географическое положение
Парк ограничен Кутузовским проспектом с севера, Минской улицей с запада, улицей Генерала Ермолова с востока и улицей Братьев Фонченко и железнодорожной станцией «Поклонная» с юга. В восточной части мемориального комплекса расположена Поклонная гора, недалеко от которой две станции московского метрополитена — «Парк Победы» и «Минская».

## История

### Поклонная гора

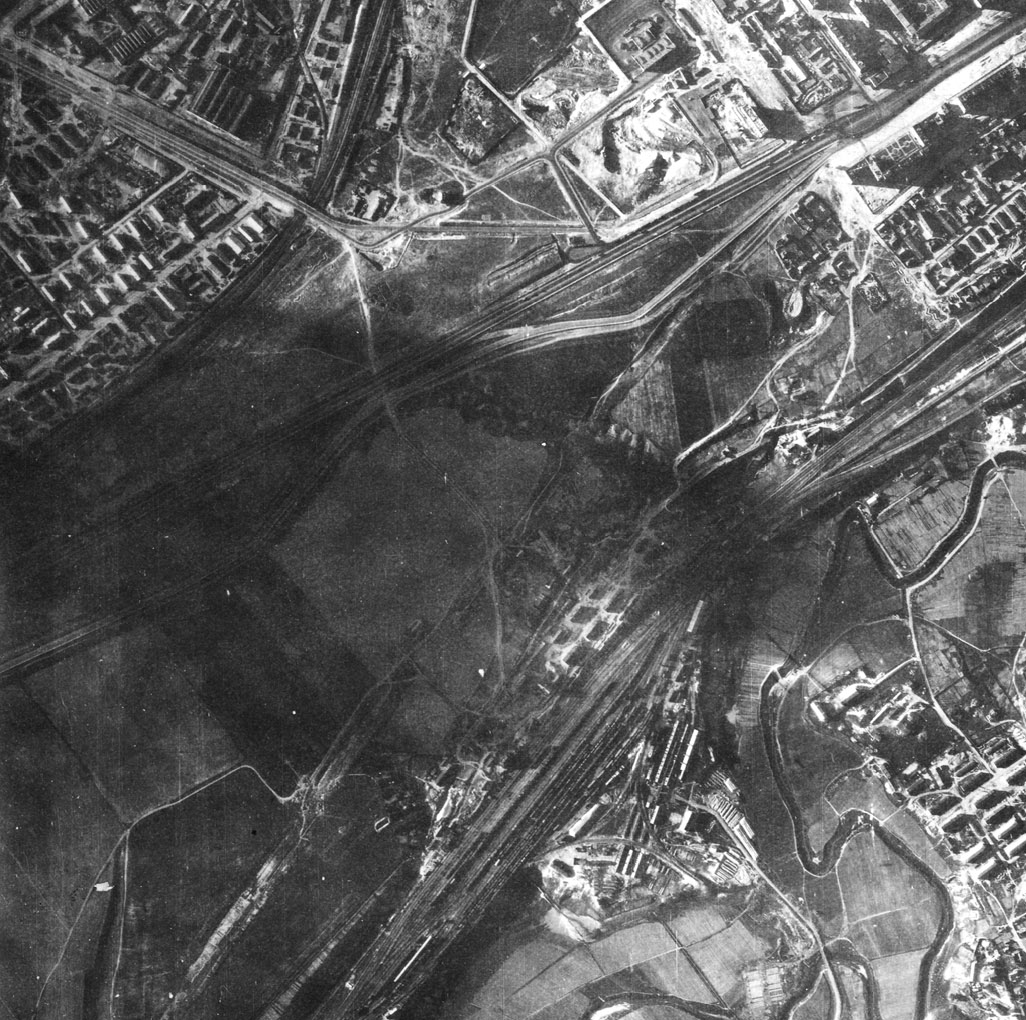
Место до разбивки парка на аэрофотосъёмке июля 1941 года

Поклонная гора, на месте которой находится парк, впервые упоминается в «Хронике Быховца», датированной 1368 годом. Известно, что в 1612 году на Поклонной горе останавливался гетман Жолкевский, к которому из Москвы прибыла делегация с намерениями посадить на царский престол польского королевича Владислава, в сентябре 1812 года на горе Наполеон ждал московских бояр с ключами от Кремля. При строительстве парка в 1990-х годах основной холм горы срыли и передвинули в его восточную часть.

### Строительство парка
Впервые идею о создании мемориального комплекса в память о Великой Отечественной войне выдвинул в 1942 году архитектор Яков Чернихов. В 1947 году Московское отделение Союза архитекторов СССР приняло постановление о проведении конкурса на лучший проект, но он был приостановлен Иосифом Сталиным. В 1955 году маршал Георгий Жуков обратился в ЦК КПСС с предложением создать масштабный монумент, который бы прославил победу красноармейцев. В 1958 году на Поклонной горе установили памятный камень с надписью: «Здесь будет сооружён памятник Победы советского народа в Великой Отечественной войне 1941—1945 годов» и объявили открытый всесоюзный конкурс, на участие в котором было получено 150 заявок. Однако ни один из заявленных проектов не одобрили, после чего был проведён второй закрытый конкурс, победителем которого стал скульптор-монументалист Евгений Вучетич. В 1961 году заложили парк и высадили деревья вокруг памятного камня.
Из-за смерти Вучетича проект не завершился, поэтому в 1975 году организовали новый конкурс, в котором победили скульптор Николай Томский, архитекторы Лев Голубовский и Александр Корабельников и художник Юрий Королев. Реализацию проекта снова отложили из-за нехватки средств.
В 1970—1980-х годах было собрано 194 млн народных рублей, остальные средства на сооружение памятника выделялись государством и правительством Москвы. Создание проекта поручили Анатолию Полянскому, и во второй половине 1980-х годов начались работы по строительству мемориального комплекса. Это вызвало масштабные протесты: несколько сотен жителей вышли 6 мая 1987 года на Манежную площадь возле Кремля с красными флагами и транспарантами с лозунгами «Сохранить Поклонную гору», «Прекратить строительство на Поклонной горе», «За бережное отношение к памятникам культуры», «К ответу саботажников перестройки». Несмотря на протесты, торжественное открытие мемориального комплекса и Центрального музея Великой Отечественной войны состоялось 9 мая 1995 года — в пятидесятую годовщину Победы.

### Современность
В 2014 году территория парка Победы перешла в подчинение Департамента культуры Москвы в виде подведомственной организации — ГАУК г. Москвы «Поклонная гора».
В парке создана досуговая инфраструктура. Работает прокат и спортивные зоны: воркаут, многофункциональная площадка для игр, теннисные столы, веревочный парк и точки питания. В 2017 году в парке также обновили скейтпарк.
Для детей на Поклонной горе построены две площадки. Первая, самая крупная, была открыта в 2015 году. Здесь представлены разнообразные аттракционы и качели, большие игровые комплексы (горка с богатырями, скалодром и комплекс для лазания), балансиры и карусели. Рядом со скейтпарком находится детская площадка поменьше, обновленная в 2017 году. Здесь расположены игровой комплекс для детей от 3 до 12 лет, качели-канат для детей от 5 до 12 лет, песочница.
Музей Победы участвует в ежегодной акции «Ночь искусств», в рамках которой музей можно посетить бесплатно.

## Достопримечательности
Монумент Победы

Храм Георгия Победоносца и Монумент Победы, 2014 год

На площади Победителей возвышается обелиск высотой 141,8 метров. Эта цифра напоминает о 1418 днях и ночах Великой Отечественной войны. На стометровой отметке закреплена бронзовая фигура богини победы Ники с двумя ангелами. У подножия обелиска на гранитном подиуме установлена статуя святого Георгия Победоносца, который копьём поражает змея. Обе скульптуры выполнил Зураб Церетели.
Изначально планировалось возвести монумент, символизировавший идею: «Народ-победитель, осенённый Красным Ленинским знаменем». Эта идея выражалась в виде скульптурной композиции, составленной из семи фигур. Вокруг солдата, поднявшего ввысь руку с автоматом, на цилиндрическом постаменте группировалось шесть других фигур: рабочего, партизана, колхозницы и других персонажей, символизировавших единство партии и народа. Над ними развевалось огромное красное знамя из камня с профилем Ленина. На вершине древка водружалась красная звезда, напоминающая рубиновые звезды башен Кремля. Высота композиции была точно такой, как у Спасской башни — 72 метра. Однако, позже, в связи с политическими изменениями в стране, от этой идеи было решено отказаться.
На монументе весом 1000 тонн изображены воины и иллюстрации сражений Сталинградской и Курской битвы и Белорусской операции. Внутри холма, на котором стоит монумент, находится служебное помещение, где наблюдают за состоянием конструкции. Оно также служит тягой, не дающей монументу наклониться.
Музей Победы

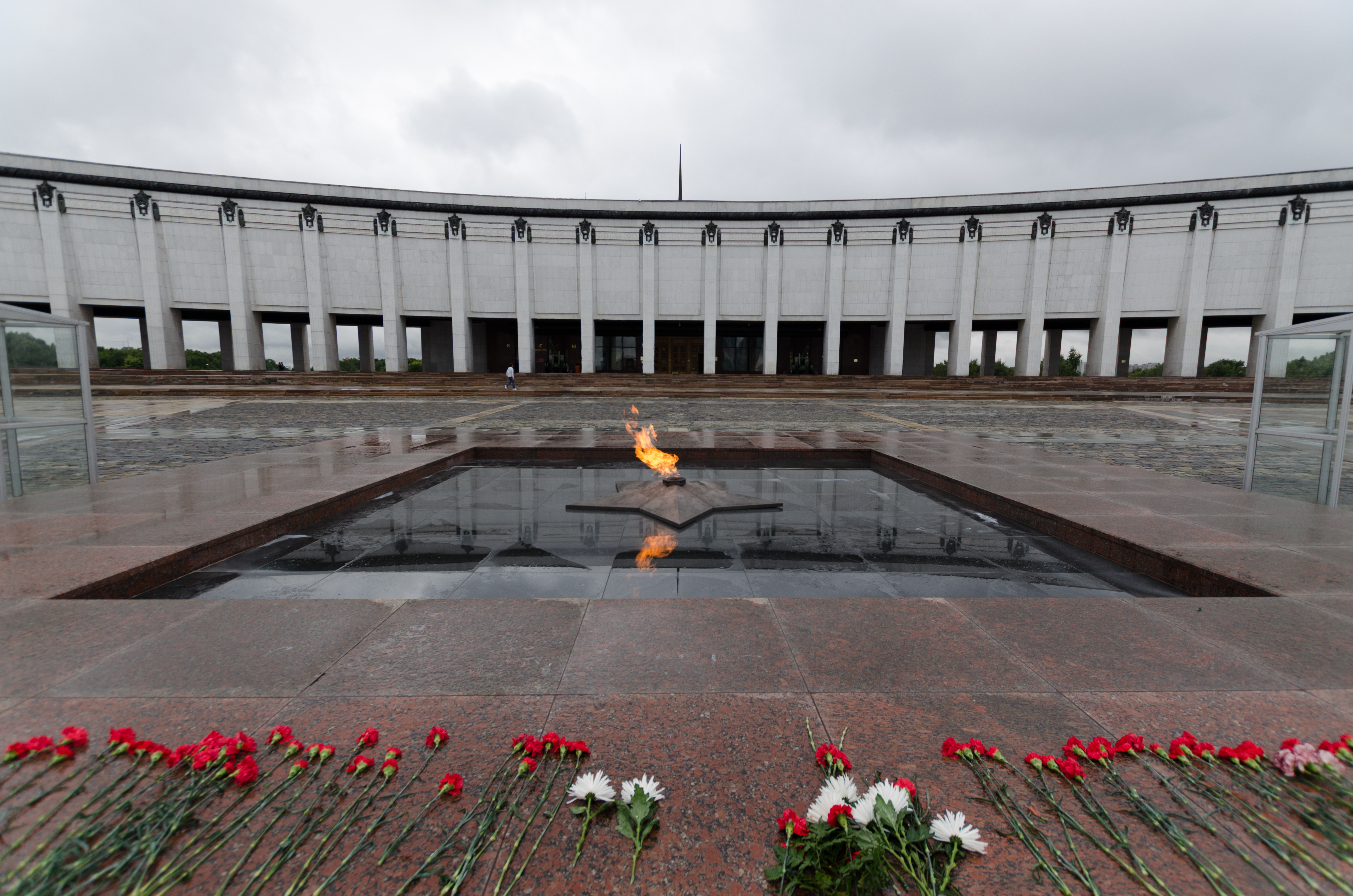
Вечный огонь у Музея Победы, 2013 год

Музей также расположен на площади Победителей. Основан в 1993 году по инициативе ветеранов и открыт 9 мая 1995 года. В здании музея, построенном по проекту Анатолия Полянского, хранятся 50 тысяч экспонатов, среди которых картины, скульптуры и плакаты о Великой Отечественной войне. Музей оборудован системой поиска «Книга Памяти», в которой можно найти сведения о погибших, пропавших без вести, умерших от ран и болезней воинов. Одна из главных реликвий музея — Знамя Победы, водружённое 30 апреля 1945 года над Рейхстагом в Берлине. (Оригинал знамени хранится в музее Вооруженных сил). Экспозиция музея продолжается на открытом воздухе в Парке Победы, где представлены образцы военной техники: танки, самолёты, немецкие боевые машины.
Храм Георгия Победоносца
Храм Георгия Победоносца архитектора Полянского был заложен 9 декабря 1993 года Святейшим патриархом Алексием II и освящён им 6 мая 1995 года. Храм выполнен в неорусском стиле с элементами модернизма, его святыня — часть мощей Георгия Победоносца, перенесённая из Иерусалима в 1998 году. К храму относится часовня архангела Михаила, расположенная в парке.
Памятник защитникам земли Российской

Памятник защитникам земли Российской, 2013 год

Памятник установлен 22 июня 1995 года на пересечении Кутузовского проспекта и Минской улицы. Представляет собой гранитный постамент с тремя воинами: богатырем из Древней Руси, гвардейцем войны 1812 года и солдатом Великой Отечественной. Они стоят на искусственном холме, перед которым посажены цветы, образующие надпись «Русь».
Памятник без вести пропавшим солдатам без могил
Памятник установлен в 1995 году на аллее танкистов на небольшом искусственном возвышении, в непосредственной близости от главного входа в церковь Георгия Победоносца.
Фонтанный комплекс «Годы войны»
Открытие фонтана состоялось в 1995 году и было приурочено к 50-летию победы в Великой Отечественной войне. Общее количество струй фонтана 225 — именно столько недель длилась война.
Мемориальная мечеть

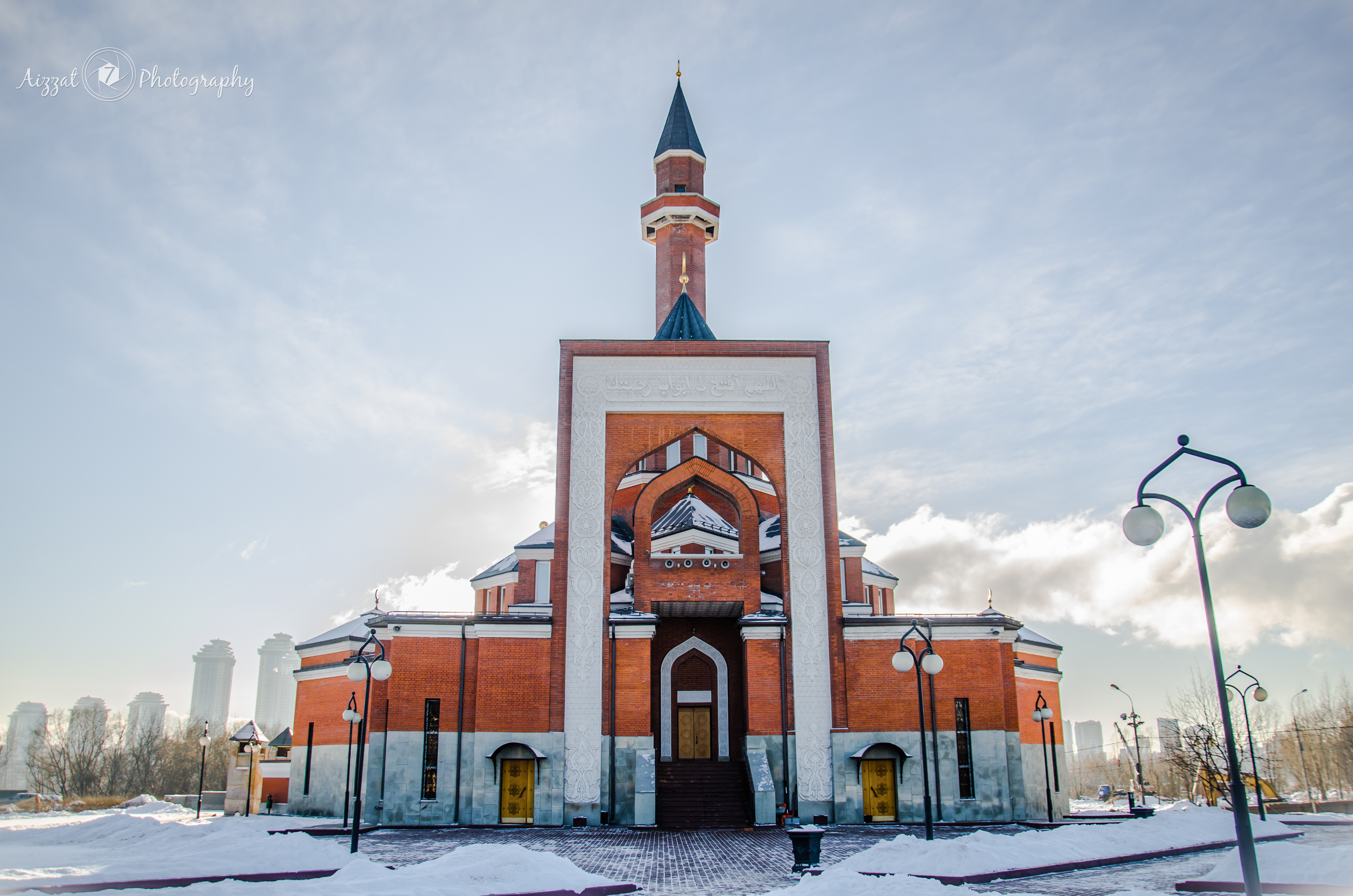
Мемориальная мечеть, 2014 год

Мечеть была открыта 6 сентября 1997 года ко дню празднования 850-летия Москвы в память о мусульманах, погибших в Великой Отечественной войне. Архитектор Ильяс Тажиев объединил в её оформлении элементы разных архитектурных школ мусульманского Востока: татарской, узбекской, кавказской. При мечети действуют община и медресе.
Мемориальная синагога и музей Холокоста

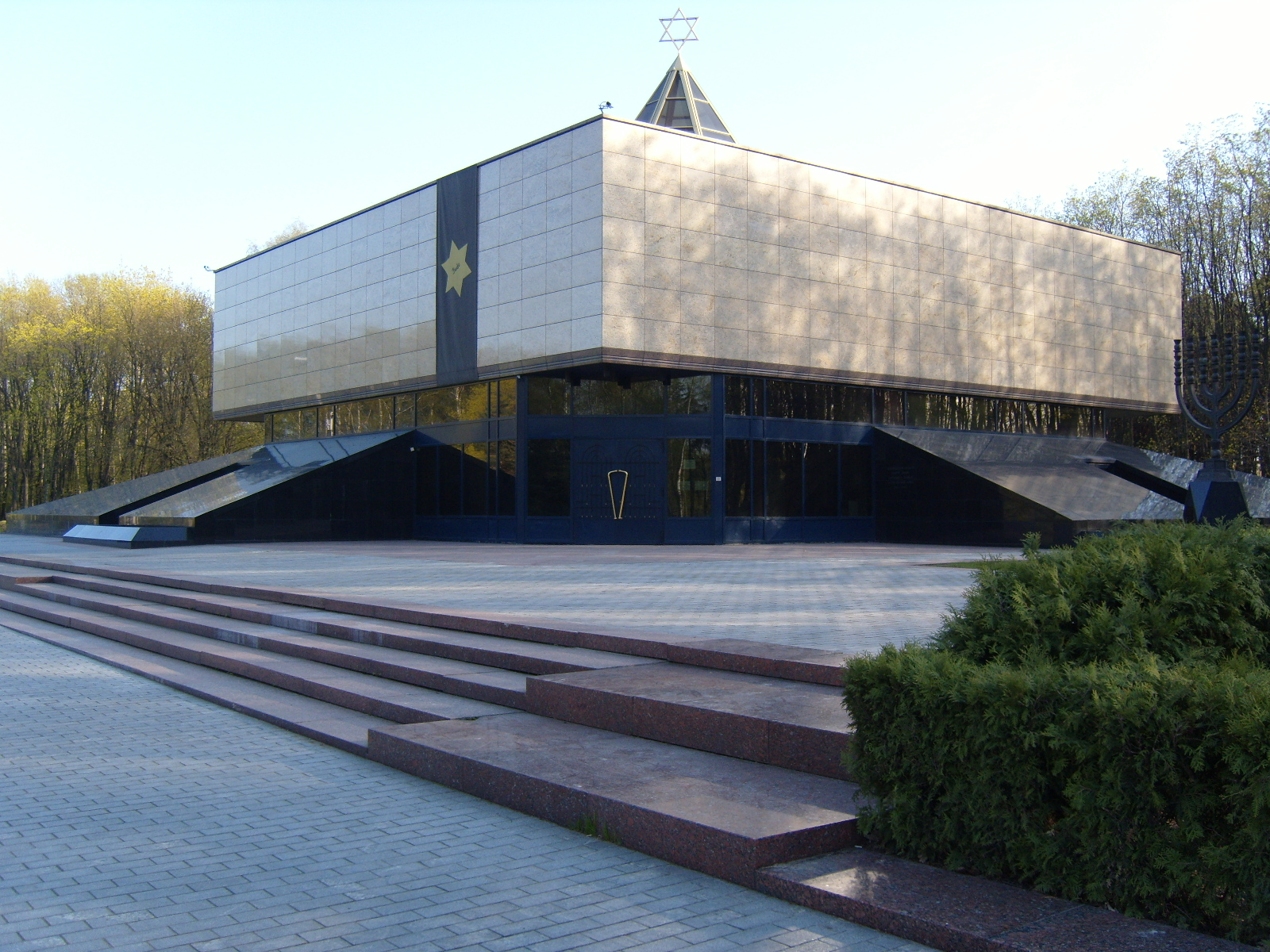
Мемориальная синагога, 2008 год

Мемориальная синагога строилась по проекту Израиля Моше Захри и была открыта 2 сентября 1998 года. Её экспозиция посвящена евреям, погибшим в результате нацистских репрессий. Экскурсии и лекции в синагоге рассказывают о событиях Холокоста и истории народа в России, а также в здании проходят службы для еврейских общин.
Скульптурная композиция «Трагедия народов»

Памятник «Трагедия народов», 2013 год - появился гораздо раньше, но стоял на другом месте

Памятник возведён в 1997 году в память о жертвах фашистского геноцида. Его автор — Зураб Церетели — изобразил похожих обнажённых людей с бритыми головами. Фигуры стоят в очереди за смертью, первые три из которых: ребёнок, которому женщина закрывает глаза, и мужчина, заслоняющий мальчика.
Памятник-часовня испанским добровольцам
Часовня торжественно открыта 26 июня 2003 года в честь испанцев-добровольцев, воевавших в рядах Красной Армии на стороне Антигитлеровской коалиции. На стороне советских войск против немецко-фашистских захватчиков воевало около 800 добровольцев из числа граждан Испании, из них более четверти погибло. Гранитный памятник высотой 7 метров с бронзовым колоколом под крышей увенчан крестом. 
Памятник странам-участницам антигитлеровской коалиции
Памятник открыт 7 мая 2005 года на Аллее партизан в ознаменование 60-летия Победы в Великой Отечественной войне.
Памятник воинам-интернационалистам

Памятник воинам-интернационалистам, 2013 год

Монумент был построен на пожертвования организаций ветеранов Афганской войны и вклады воинов-интернационалистов. Это четырёхметровая бронзовая фигура советского солдата с каской и автоматом, стоящая на постаменте из красного гранита. Открытие памятника состоялось 27 декабря 2004 года к 25-летию годовщины введения советских войск в Афганистан.
Вечный огонь
Зажжён 30 апреля 2010 года на площади Победителей от частички Вечного огня с Могилы Неизвестного Солдата у Кремлёвской стены в Александровском саду. Посвящён воинам, отдавшим свои жизни в боях за Родину.
Памятник «В борьбе против фашизма мы были вместе»
Открыт 21 декабря 2010 года  на Аллее Памяти. Символизирует единство, сплочённость, мужество и героизм многонационального и многоконфессионального народа Советского Союза. Сооружён после сноса в 2009 году мемориала воинской славы в Кутаиси.
Памятник фронтовой собаке
В память о животных, которые, жертвуя своими жизнями, уничтожали вражеские танки во время войны, 21 июня 2013 года открыт памятник фронтовой собаке. Бронзовая статуя представляет собой изображение собаки на разорванных танковых гусеницах. На спине собаки закреплена сумка с медикаментами.
Памятник героям Первой мировой войны
Открыт в 2014 году к 100-летию начала Первой мировой войны. Памятник состоит из двух элементов: русского солдата, прошедшего войну, честно выполнившего свой долг и ставшего георгиевским кавалером, и многофигурной композиции, олицетворяющей флаг России.
Монумент «Городам воинской славы»
Мемориальный комплекс, посвящённый всем городам воинской славы России, сооружён 5 декабря 2016 года. Гранитная стела включает 16-метровую колонну и плиты с гербами городов воинской славы. Открытие памятника приурочено к 75-й годовщине контрнаступления советских войск в битве с немецко-фашистскими захватчиками под Москвой.
Памятник участникам ликвидации аварии на Чернобыльской АЭС
В конце 2017 года в парке состоялось открытие памятника участникам ликвидации аварии на Чернобыльской АЭС, по проекту скульптора Андрея Ковальчука. Монумент выполнен в форме полукольца. В центре композиции – скульптуры ликвидаторов последствий Чернобыльской катастрофы: инженера, учёного, строителя и военного. Один из элементов монумента представляет собой шар, символизирующий атом.

## Прочее
В парке Победы разворачиваются некоторые события телесериала «ТАСС уполномочен заявить…», снимавшегося в первой половине 1980-х годов. В фильме можно увидеть стенды с проектами монумента Победы, каким он планировался в 1980-е годы — в виде несколько красных знамён. При этом музей Победы выглядит в целом так же, каким он был затем построен.